# Албрехт I Баварски
Албрехт I Баварски (на немски: Albrecht I. von Bayern; * 25 юли 1336, Мюнхен; † 16 декември 1404, Хага) от династията Вителсбахи, е херцог на Щраубинг-Холандия, граф на графство Холандия, Зеландия и Хенегау също господар на Фризия.
Албрехт организира през 1385 г. двойната сватба от Камбре, на която участват повече от 20 000 гости.

## Произход и родство
Той е третият син на император Лудвиг IV Баварски от втората му съпруга Маргарета Холандска. Брат е на Лудвиг VI Римлянина, Ото V и Вилхелм I. Полубрат е на Лудвиг V, Стефан II от първия брак на баща му с Беатрикс от Силезия-Глогау.

## Управление
След смъртта на баща му († 1347 г.), Албрехт наследява и управлява Бавария съвместно с петте си братя до 1349 година. Вителсбахските земи са разделени чрез Ландсбергския договор през 1349 г. между братята, които решават да разделят наследството. В резултат на това от 1349 до 1353 година, Стефан, Вилхелм и Албрехт получават съвместно управлението на Херцогство Долна Бавария. През 1353 г. Албрехт чрез Регенсбургския договор (до смъртта си 1389 формално заедно с умствено разболелия се Вилхелм I) е херцог на Щраубинг-Холандия.
Лудвиг Римлянина се отказва от наследството на майка си – нидерландските графства, за сметка на по-малките си братя Вилхелм I и Албрехт I, понеже се надява чрез женитбата си с дъщерята на крал Казимир III от Полша, да получи полската корона. По-късно не успява да спечели наследствени искания от Албрехт I.
Албрехт се отказва от нидерландската част от наследството в полза на брат си Вилхелм, който влиза в конфликт с майка си. В Нидерландия се образуват две партии: поддържаща Вилхелм и поддържаща Маргарита. Към 1354 година Вилхелм побеждава, а през 1356 година умира Маргарита, в резултат на което Вилхелм става пълноправен граф на Холандия, Зеландия и Хенегау. От 1357 година у него възникват признаци на безумие и в 1358 година е затворен под ключ, така остава до края на дните си. Албрехт отначало става регент на неговите земи, а после встъпва във владение в качеството наследник след смъртта на бездетния си брат през 1388 година.
Албрехт има много любовници. През една септемврийска нощ на 1392 година, фаворитката му Алайда е убита в Хага. В отговор, Албрехт започва да преследва заговорниците с огън и меч, покорявайки замък след замък. Даже неговият собствен син Вилхелм не се чувства в безопасност, и се премества в Хенегау.
Въпреки че си построява дворец в Щраубинг, той управлява от 1358 г. най-вече в Хага.
През 1385 г. Албрехт организира двойната сватба в Камбре. Неговото владение е осигурено чрез тримата му сина: Вилхелм, който трябва да поеме нидерландските графства, Албрехт II, който е предвиден да наследи Щраубинг, и Йохан, който да бъде княжески епископ на Лиеж.
Албрехт управлява почти 50 години. Албрехт е погребан в дворцовата капела в Хага до първата му съпруга Маргарета от Лигнитц-Бриг.
- Албрехт I от Бавария
- Сребърни динари (1389 – 1404)

## Фамилия
На 19 юли 1353 г. в Пасау сключва брак с Маргарета от Лигниц-Бриг (1342 – 1386), дъщеря на херцог Лудвиг I от Лигниц-Бриг и внучка на бохемския крал Венцел II. Имат седем деца:
- Катарина (1360 – 1402), омъжена 1379 г. за херцог Вилхелм фон Юлих-Гелдерн (1364 – 1402)
- Йохана (1362 – 1386), омъжена на 29 септември 1370 г. за Вацлав IV (1361 – 1419), по-късно крал на Бохемия
- Маргарета (1363 – 1423), омъжена на 12 април 1385 г. за Жан Безстрашни (1371 – 1419), граф на Невер, херцог на Бургундия
- Вилхелм II (1365 – 1417), от 1404 г. херцог на Щраубинг-Холандия
- Албрехт II (1368 – 1397), щатхалтер на Херцогство Бавария-Щраубинг
- Йохан III (1374 – 1425), княз-епископ на Лиеж (1390 – 1418) и от 1404 г. херцог на Щраубинг-Холандия
- Йохана София (1377 – 1410), 1381 г. сгодена за Албрехт IV (1377 – 1404), херцог на Австрия

След смъртта на първата му съпруга през 1386 г., Албрехт се жени на 30 март 1394 г. в Кьолн за Маргарета от Клеве (* ок. 1375; † 14 май 1411). С нея няма деца.